# Julian F. Abele

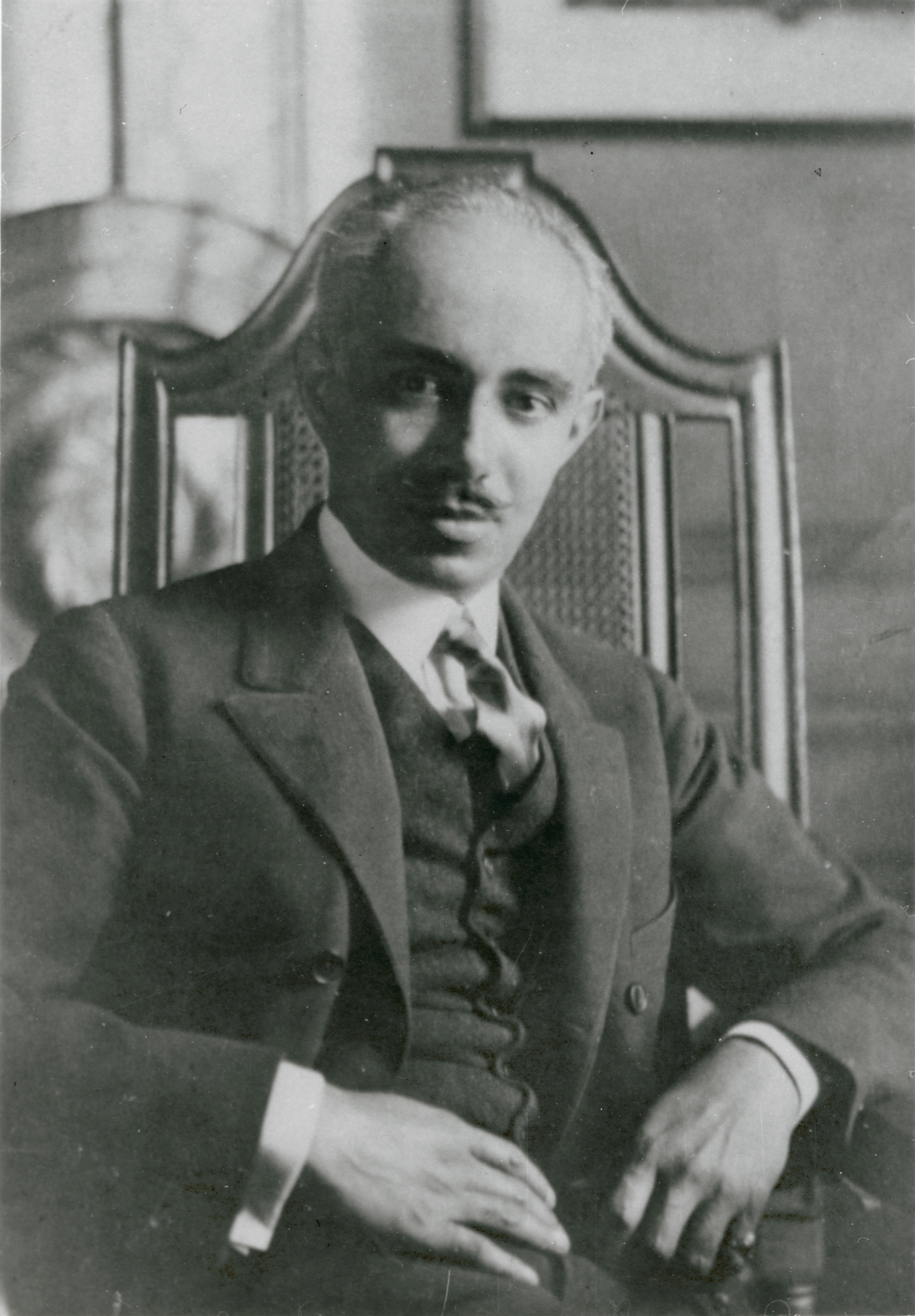
Julian Abele

Julian Francis Abele (* 30. April 1881 in Philadelphia; † 23. April 1950 ebenda) war ein US-amerikanischer Architekt. Er war 1902 der erste afroamerikanische Absolvent der heutigen University of Pennsylvania School of Design und über 30 Jahre, bis zu seinem Tode, Chefdesigner im Architektenbüro von Horace Trumbauer (1868–1938) in Philadelphia. Ihm wird der Entwurf von über 200 Gebäuden zugeschrieben, darunter die Widener Library der Harvard University, das Hauptgebäude der Free Library of Philadelphia und Teile des West-Campus der Duke University, darunter die Duke Chapel. Er gilt als einer der bedeutendsten afroamerikanischen Architekten seiner Zeit in den Vereinigten Staaten, dessen Leistung aber erst nach seinem Tod und dem Ende der Rassentrennung zunehmend öffentlich gewürdigt wurde.

## Leben

### Jugend und Studium
Julian Francis Abele kam am 30. April 1881 als Sohn von Charles and Mary Adelaide Jones Abele zur Welt. Seine Mutter war Modistin und Nachfahrin des afroamerikanischen Geistlichen Absalom Jones (1746–1818), sein Vater war im Zollhaus (U.S. Treasury Custom House) angestellt. Julian war das achte von elf Geschwistern. Mit zwölf Jahren ging er an das Institute for Colored Youth in Philadelphia, an dem auch seine Tante Julia Jones Zeichnen unterrichtete und ihn zu einer Karriere als Architekt ermutigte. 1897 ging er mit sechzehn auf die Philadelphia Museum School of Industrial Art und ein Jahr später wurde er an der renommierten School of Architecture der University of Pennsylvania (heute University of Pennsylvania School of Design) aufgenommen. 1902 machte er als erster Afroamerikaner dort seinen Abschluss in Architektur und besuchte danach ein Jahr die Pennsylvania Academy of the Fine Arts.
Zwischen 1903 und 1906 bereiste er Europa, unter anderem weilte er in Frankreich und Italien. Es wird angenommen, dass er auch die École nationale supérieure des beaux-arts de Paris besuchte, was aber nach den Unterlagen der Schule nicht bestätigt werden kann. Einige Zeichnungen aus dieser Zeit befinden sich heute in den Architectural Archives der University of Pennsylvania.

### Chefdesigner bei Horace Trumbauer

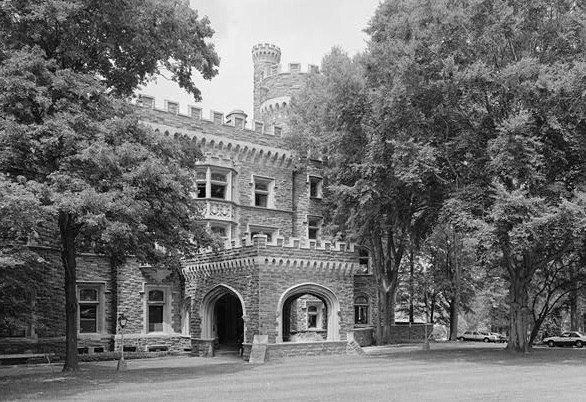
Das von Horace Trumbauer 1893–1897 erbaute Grey Towers Castle (heute Arcadia University, Glenside, Pennsylvania)

1906 wurde Julian F. Abele von Horace Trumbauer als Architekt in seinem 1890 gegründeten Architektenbüro eingestellt. Er war Assistent des damaligen Chefdesigners Frank Seeburger und übernahm, nachdem dieser die Firma 1909 verlassen hatte, später dessen Platz; das genaue Jahr ist umstritten. Trumbauer hatte sich im Gilded Age durch die Errichtung von palastartigen Anwesen für wohlhabende Persönlichkeiten einen Namen gemacht, wie zum Beispiel Grey Towers Castle für William Welsh Harrison oder Lynnewood Hall für Peter A. B. Widener. Da keine Dokumente der Firma überdauert haben und alle Entwürfe zur damaligen Zeit nur mit dem Namen des Architektenbüros versehen wurden, ist die genaue Zuschreibung von Arbeiten zu Abele schwierig. Trumbauer, Abele und der Architekt William O. Frank ergänzten sich als Hauptakteure dahingehend, dass Trumbauer die treibende Kraft hinter der Firma war, Abele als Chefdesigner die Gebäude entwarf, die Frank ingenieurstechnisch realisierbar machte. Die Ausführung als Gemeinschaftsarbeiten wird in der Tatsache deutlich, dass in dem Architektenbüro zu dessen Hochzeiten bis zu 30 Architekten beschäftigt waren. Nach dem Tod von Trumbauer 1938 übernahm Abele mit Frank die Firma und sie führten diese unter dem Namen „The Office of Horace Trumbauer“ fort. Abele arbeitete bis zu seinem Tod 1950 insgesamt 44 Jahre für das Architektenbüro.

### Familie
Julian F. Abele heiratete am 6. Juni 1925 die zwanzig Jahre jüngere Französin Marguerite Bulle. Marguerite hatte am Pariser Konservatorium Piano und Orgel studiert und Julian, der fließend Französisch sprach, hatte vor der Heirat bei ihr Pianounterricht genommen. Sie hatten drei Kinder: den erstgeborenen Sohn Julian F. Abele Jr. und die Töchter Marguerite Marie und Nadine; Marguerite Marie verstarb im Alter von fünf Jahren an Masern. 1936 trennte sich Marguerite von Julian und die Kinder verblieben beim Vater; die Ehe wurde nie offiziell geschieden.

## Werk

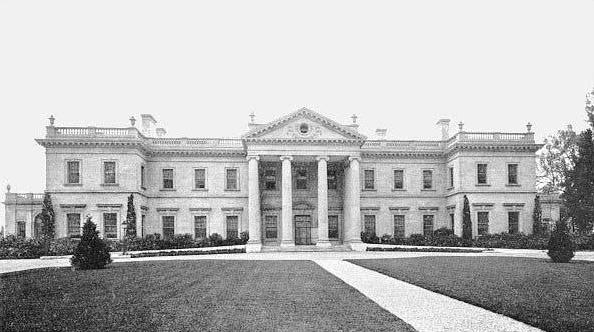
Das Anwesen Whitemarsh Hall von Edward T. Stotesbury in Wyndmoor, Pennsylvania, 1916 von Julian F. Abele entworfen (1980 abgerissen)

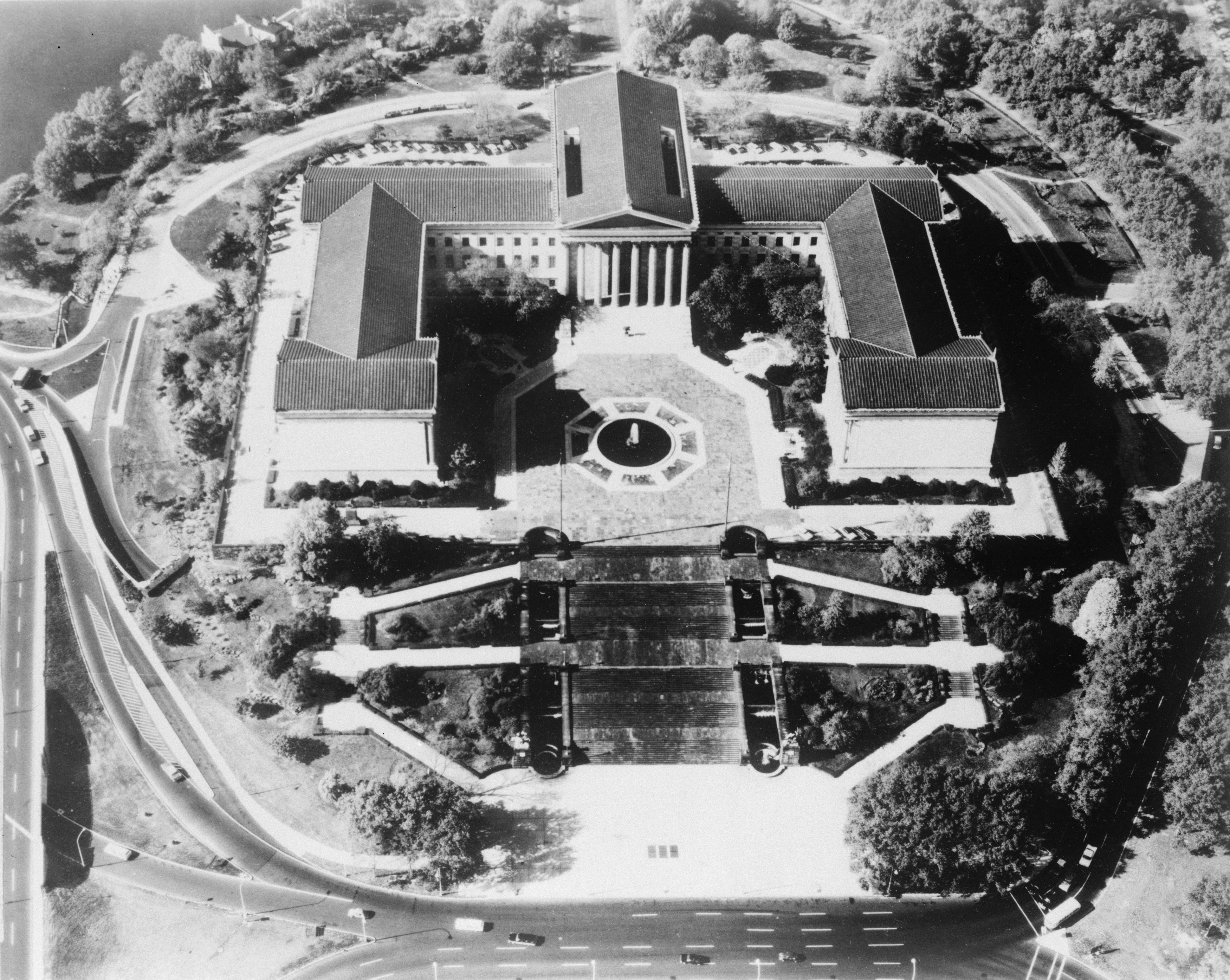
Luftaufnahme von 1966 des Philadelphia Museum of Art. Das Gebäude entstand in Zusammenarbeit der Architektenbüros Horace Trumbauer und Zantzinger, Borie & Medary 1919–1928.

Abele entwarf für Trumbauer viele Anwesen und öffentliche Gebäude im Stile der Beaux-Arts-Architektur, so zum Beispiel 1909 das New Yorker Haus von James Buchanan Duke in der Fifth Avenue (heute New York University Institute of Fine Arts) oder 1916 Whitemarsh Hall in Wyndmoor, Pennsylvania für Edward T. Stotesbury, das 1980 abgerissen wurde. 1913 entwarf er die Widener Memorial Library der Harvard University, die im Andenken an Harry Widener errichtet und 1915 eröffnet wurde. Bedeutende Beitrage in Philadelphia lieferte Abele für die Free Library (1917) und das Museum of Art (1919–1928). Als Vorlage für das heutige Hauptgebäude der Free Library of Philadelphia (Parkway Central Library) diente Abele das Hôtel de la Marine in Paris (1774) von Ange-Jacques Gabriel, den er bewunderte. Das Philadelphia Museum of Art wurde in Zusammenarbeit von Horace Trumbauers Firma und Zantzinger, Borie & Medary errichtet und 1928 fertiggestellt.

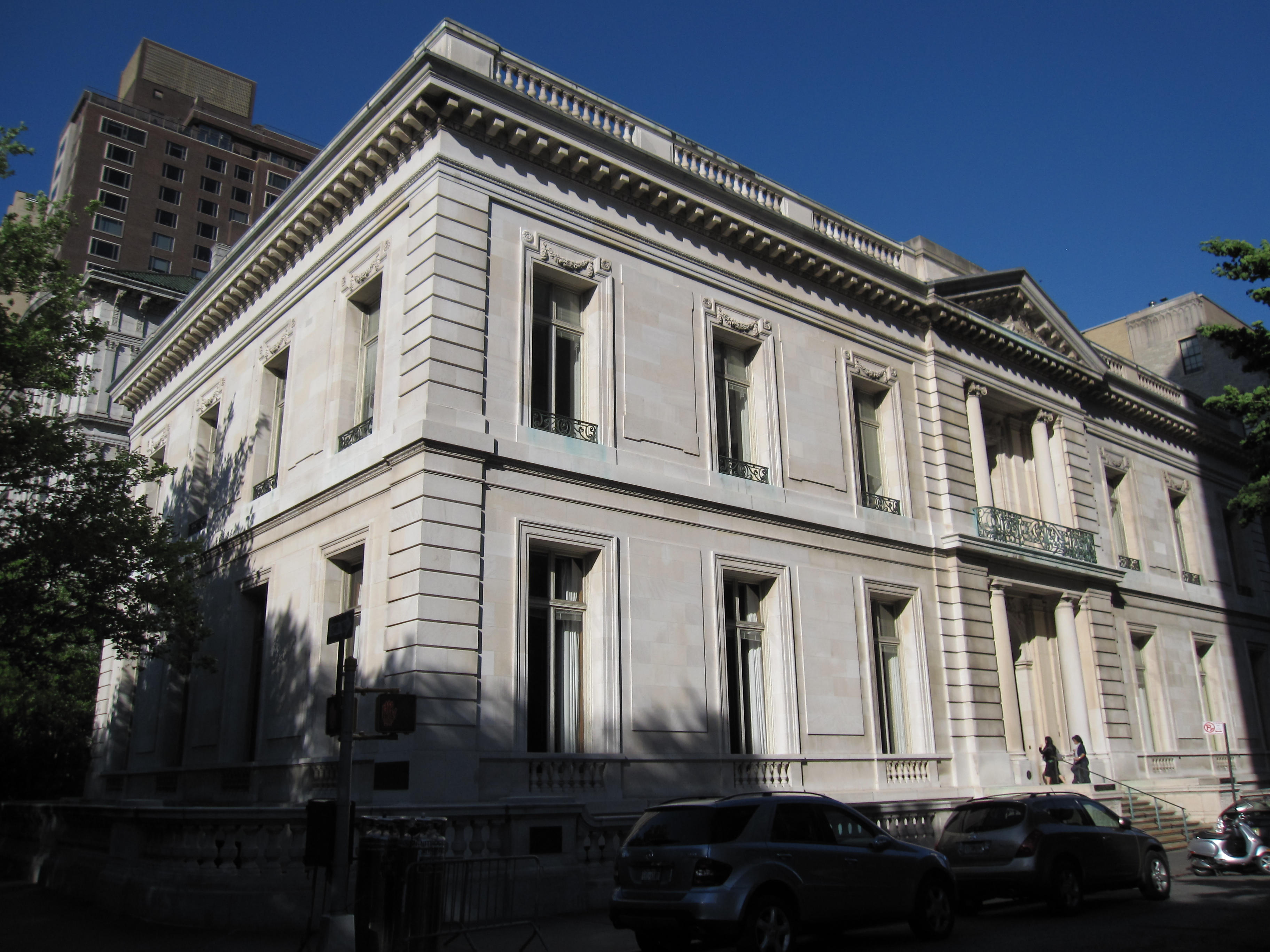
James B. Duke House in New York City (heute Institute of Fine Arts)
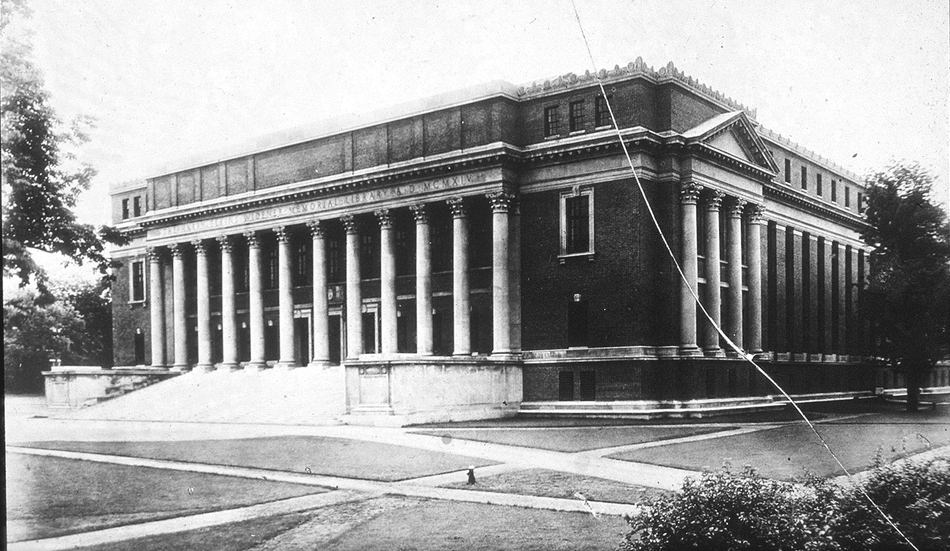
Widener Library im Jahr der Eröffnung 1915.
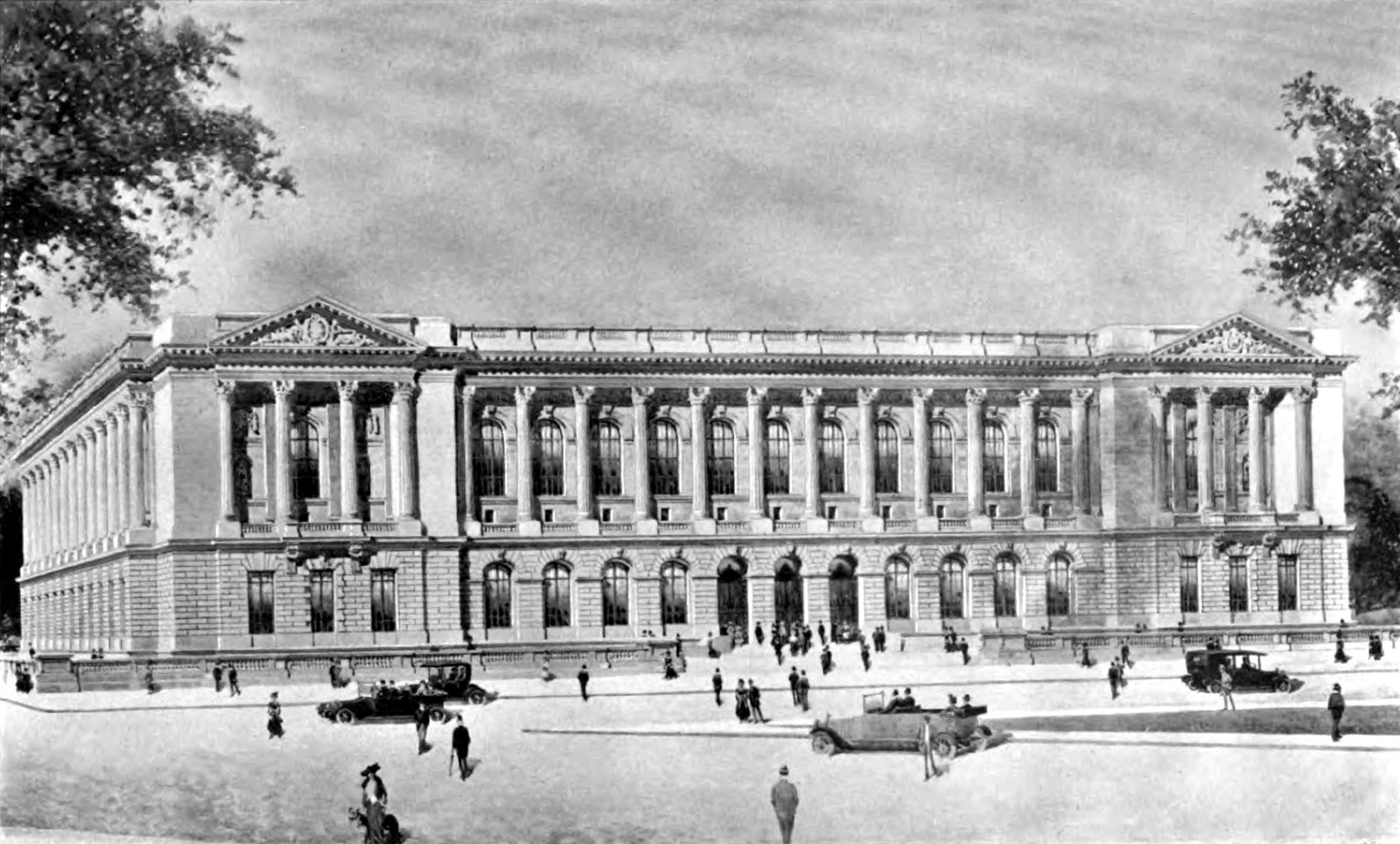
Abele zugeschriebener Entwurf der Free Library of Philadelphia (Parkway Central Library)
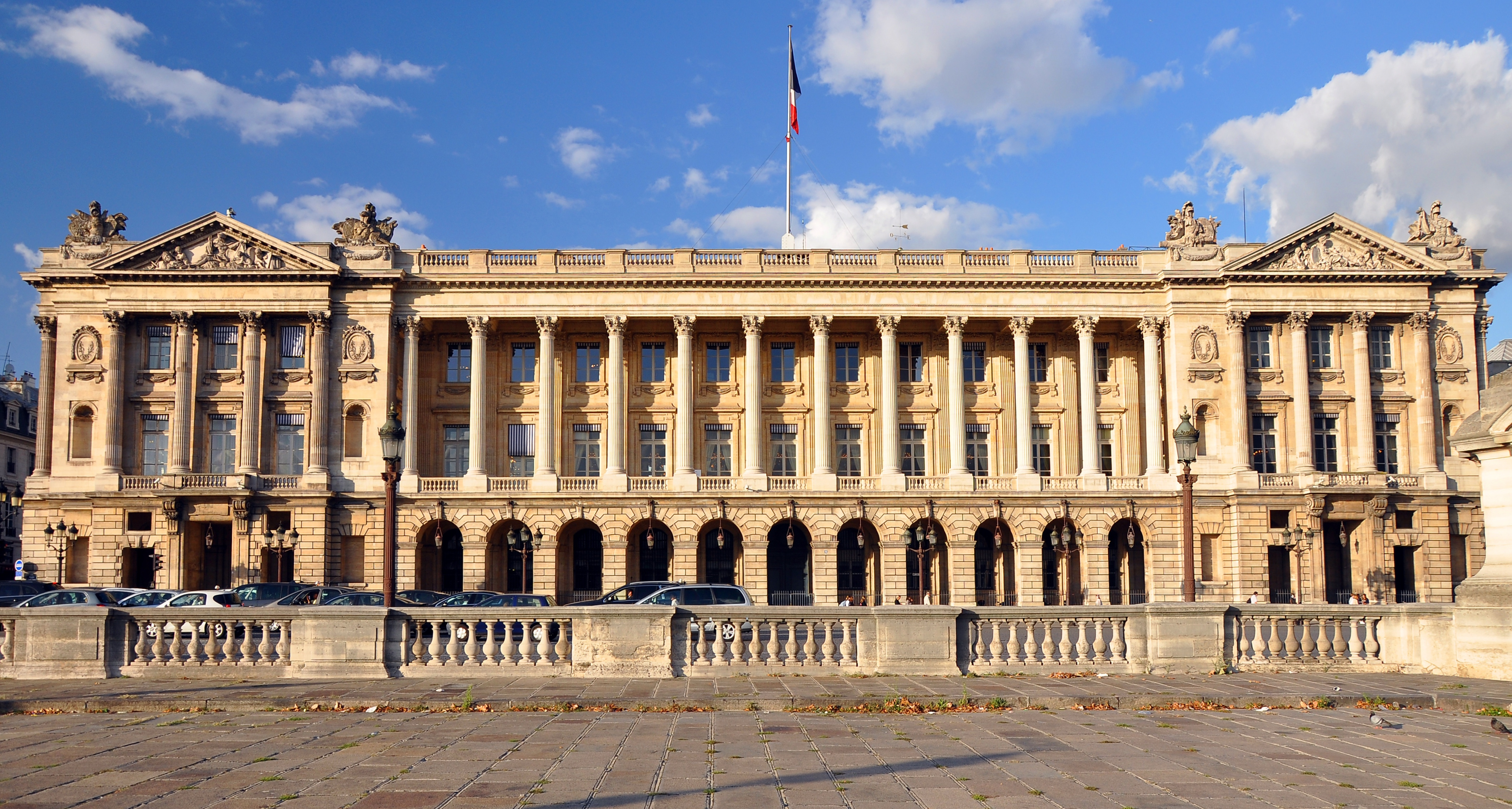
Vorlage für die Free Library war das Hôtel de la Marine in Paris (1774) von Ange-Jacques Gabriel

Angetan von der bisherigen Arbeit von Horace Trumbauer, im Besonderen von der Widener Library, engagierte James B. Duke die Firma 1924 für den Ausbau des Trinity College in Durham, North Carolina zur Duke University und die damit verbundene Errichtung des neuen West-Campus. Dieser im neugotischen Stil gehaltene Gebäudekomplex beschäftigte Abele über zwanzig Jahre bis zu seinem Tod. Er entwarf unter anderem die Perkins Library (1926), das Cameron Indoor Stadium (1939) und die Duke Chapel (1929). Das von Abele entworfene Allen Administrative Building wurde erst 1952 nach seinem Tod errichtet. In dessen Foyer würdigt seit 1989 ein Porträt den Architekten, das erste eines Afroamerikaners auf dem Campus der Universität, die erst Anfang der 1960er Jahre die Rassentrennung abschaffte und Schwarze zum Studium zuließ.

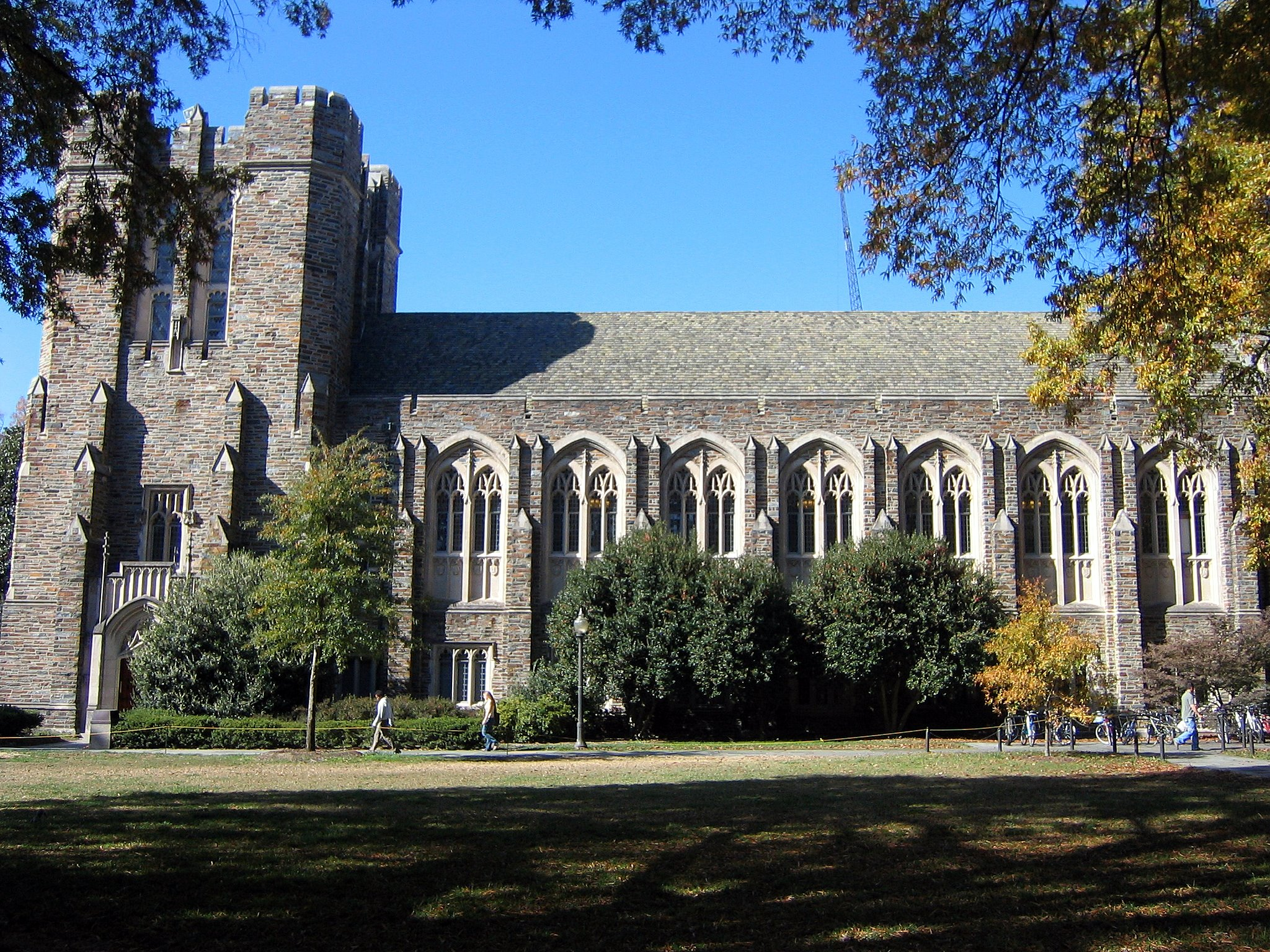
Perkins Library der Duke University (1926)
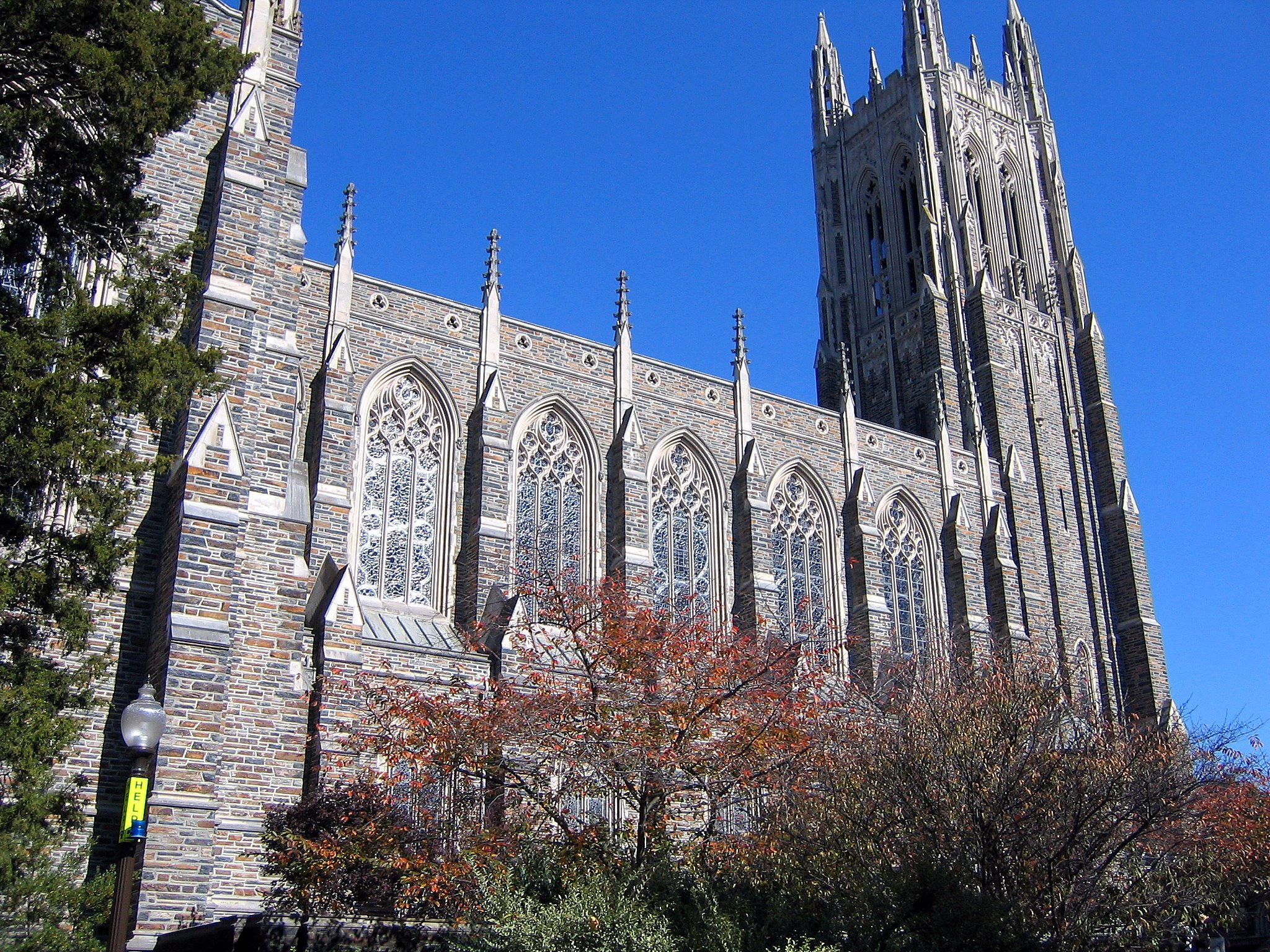
Duke Chapel, eingeweiht 1935
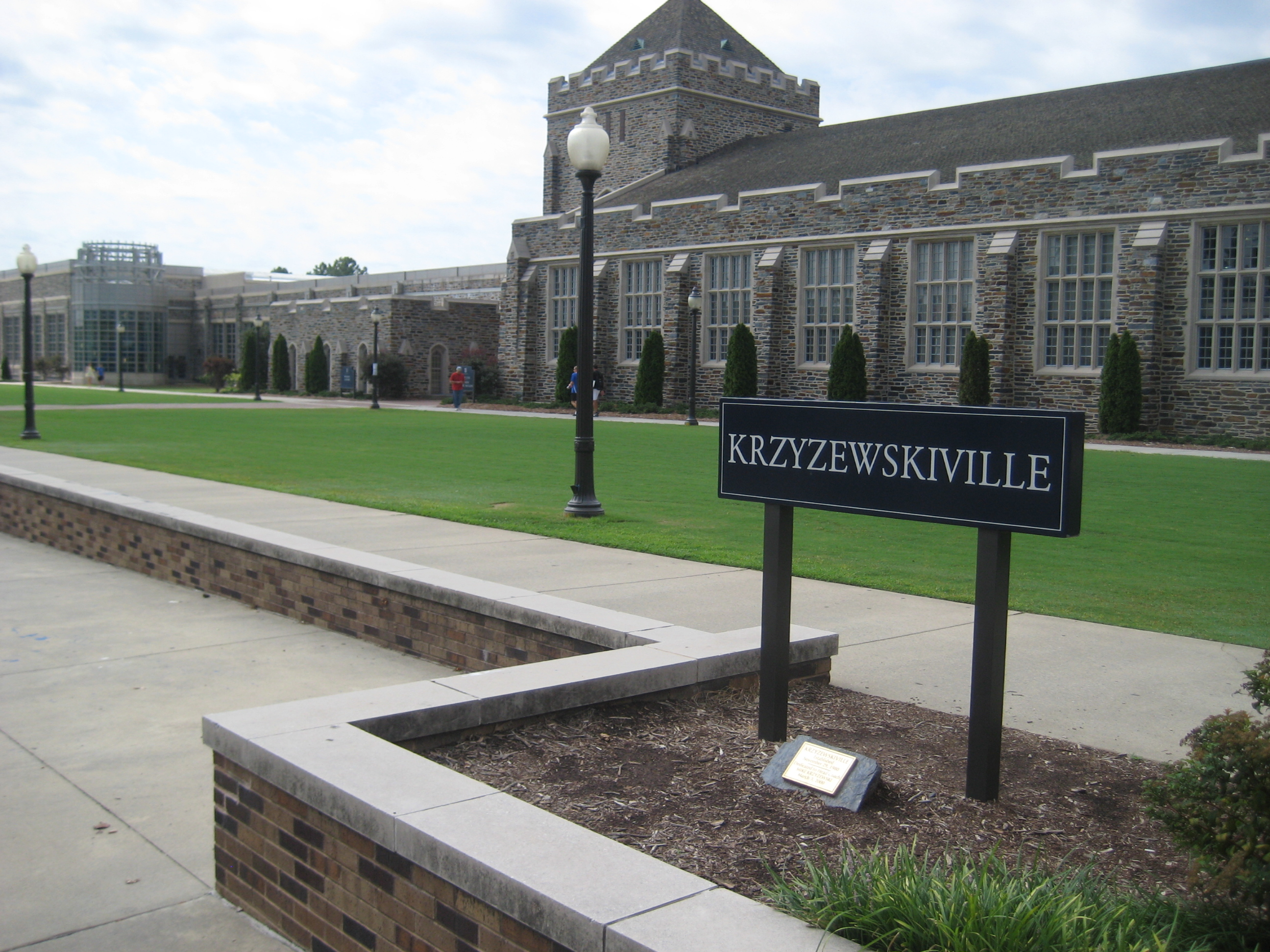
Cameron Indoor Stadium der Duke University (1939)
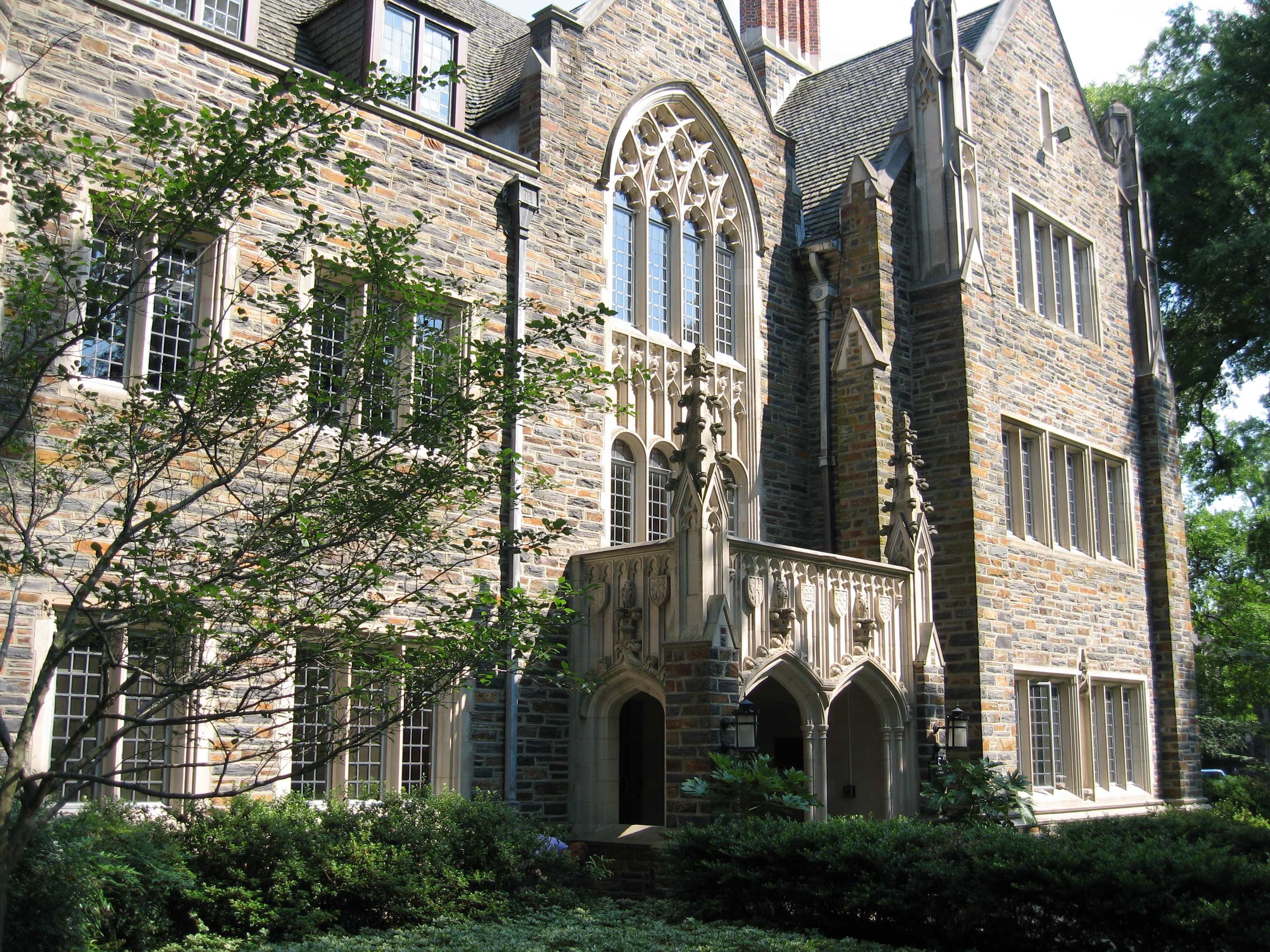
Allen Administrative Building der Duke University (1952).